# Immunofilina
En biologia molecular, les immunofilines són peptidil-prolyl isomerasas citosòliques endògens que interconverteixen les posicions cis i trans. Un exemple és la Ciclofilina A.
Les immunofilines són el blanc dels fàrmacs immunosupressors com la rapamicina, ciclosporina i tacrolimús.